# Fernando Guerrero-Strachan Rosado
Fernando Guerrero-Strachan Rosado (Málaga, 30 de mayo de 1907 - Málaga, 1 de julio de 1941) fue un arquitecto español, hijo del arquitecto Fernando Guerrero Strachan y sobrino nieto del también arquitecto Eduardo Strachan Viana-Cárdenas. 

## Vida y obras
Estudió en la Escuela Técnica Superior de Arquitectura de Madrid. Fue miembro de la Real Academia de San Telmo, arquitecto de la familia Larios y de la diócesis de Málaga.
Entre su obras figuran las iglesias de San Patricio (Huelin), San José Obrero (Carranque) y Cristo Rey (Ciudad Jardín) o el Estadio La Rosaleda, además de la ampliación del Colegio San Estanislao de Kostka. Participó en la restauración de la Alcazaba, Gibralfaro y del Palacio Episcopal. También proyectó los jardines de Pedro Luis Alonso y Puerta Oscura.
Murió el 1 de julio de 1941, a los 34 años, víctima de la epidemia de tifus que asoló la ciudad de Málaga entre 1941 y 1943.